# SMS Iltis (1878)
SMS Iltis (1878) – niemiecka kolonialna kanonierka z końca XIX wieku, zbudowana przez Kaiserliche Werft w Gdańsku dla Kaiserliche Marine, która zatonęła w sztormie u wybrzeży chińskich. Jej nazwę odziedziczyła kolejna kolonialna kanonierka niemiecka, z 1898 r.

## Konstrukcja
Podobnie jak siostrzane kanonierki typu „Wolf”, była barkentyną o żelaznym kadłubie, wyposażoną dodatkowo w maszynę parową o mocy 142 koni parowych. Klasyfikowane jako kanonierki I klasy, okręty typu „Wolf”, były rozwinięciem wcześniejszego kanonierek typu „Cyclop”; okręty te miały dobrą dzielność morską. Uzbrojone były w dwie gwintowane armaty kal. 125 mm, dwie kal. 87 mm i cztery działka rewolwerowe.
„Iltis” służyła na Dalekim Wschodzie, usiłując egzekwować interesy Cesarstwa Niemieckiego. W 1885 podjęła próbę aneksji Wysp Karolińskich, co spowodowało gwałtowne protesty Hiszpanii, roszczącej sobie prawa do archipelagu. Sprawa skończyła się arbitrażem papieskim.
Wysłana do Korei w 1895 roku, by chronić niemieckiego konsula w Seulu wobec grożącej w tym kraju wojny, wyratowała ok. 200 chińskich rozbitków ze statków zatopionych w bitwie pod Pundgo.
W kwietniu 1895 roku została wysłana na Tajwan. Wyspa miała być przejęta przez Japończyków na mocy traktatu z Shimonoseki, wśród ludności lokalnej wybuchły zamieszki i kilka mocarstw przysłało okręty dla ochrony swych obywateli. 5 czerwca, gdy na pokładzie niemieckiego parowca „Artur” uciekał z Danshui prezydent Republiki Tajwanu Tang Jingsong ze skarbem, żołnierze lokalnego garnizonu otwarli ogień do parowca. „Iltis” odpowiedziała i uciszyła chińskie baterie, zabijając 20 ludzi.
Kanonierka zatonęła 23 lipca 1896 w tajfunie na Morzu Żółtym, niedaleko Qingdao na półwyspu Shandong. Ocalało tylko 10 członków załogi.